# Acontosceles javanicus
Acontosceles javanicus – gatunek chrząszcza z rodziny Limnichidae i podrodziny Thaumastodinae.
Gatunek ten został opisany w 2011 roku przez Hiroyuki Yoshitomiego i Nugroho Susetya Putrę. Należy do grupy gatunków Acontosceles hydroporoides.
Ciało długości od 2,23 do 2,5 mm, podłużne, o bokach prawie równoległych, silnie szagrynowane, prawie czarne z żółtawobrązowymi głaszczkami szczękowymi i częściowo czułkami i odnóżami. Przedplecze i pokrywy z krótkimi, gęstymi żółtawymi szczecinami. Szczeciny na głowie srebrne u samców i żółtawosrebrne u samic. Siódmy sternit o równomiernie łukowatym wierzchołku. Edeagus długi, krawędzie boczne jego bocznych płatów piłkowane, środkowy płat 0,7 raza tak długi jak boczne.
Chrząszcz orientalny, znany wyłącznie z rzeki Dondong w Pengkol na indonezyjskiej wyspie Jawa.